# Zilora nuda
Zilora nuda là một loài bọ cánh cứng trong họ Melandryidae. Loài này được Provancher miêu tả khoa học năm 1877.